# Watford Football Club 2019-2020
Questa voce raccoglie le informazioni riguardanti il Watford Football Club nelle competizioni ufficiali della stagione 2019-2020.

## Maglie e sponsor
| Casa | Trasferta | Terza divisa |

Sponsor ufficiale: Sportsbet.io
Fornitore tecnico: Adidas

## Organigramma societario

### Staff tecnico
- Allenatore -  Hayden Mullins
- Vice allenatore -  Zigor Aranalde
- Vice allenatore -  Juan Solla
- Allenatore dei portieri -  Iñigo Arteaga
- Analista -  Isidre Ramón Madir
- Direttore tecnico -  Filippo Giraldi
- Responsabile del reclutamento -  Andy Scott
- Responsabile di prevenzione degli infortuni e riabilitazione -  Alberto Leon Herranz
- Allenatore Under-23 -  Hayden Mullins
- Responsabile dell'accademia dei portieri -  Graham Stack
- Responsabile dell'accademia - Sviluppo professionale -  Darren Sarll
- Allenatore Under-18 -  Carl Martin
- Responsabile dell'accademia - Allenamento e sviluppo -  Barry Quin
- Responsabile delle attrezzature -  David Walter
- Segretario -  Gayle Vowels
- Direttore commerciale -  Spencer Field
- Responsabile delle vendite -  Paul O'Brien
- Direttore delle operazioni -  Glyn Evans
- Direttore della comunità -  Rob Smith
- Direttore finanziario -  Emiliano Russo
- Addetto stampa -  Richard Walker

## Rosa
Aggiornata al 14 gennaio 2020..
| N. |                             | Ruolo | Calciatore             |
| -- | --------------------------- | ----- | ---------------------- |
| 1  | Brasile (bandiera)          | P     | Heurelho Gomes         |
| 2  | Paesi Bassi (bandiera)      | D     | Daryl Janmaat          |
| 4  | Inghilterra (bandiera)      | D     | Craig Dawson           |
| 6  | Giamaica (bandiera)         | D     | Adrian Mariappa        |
| 7  | Spagna (bandiera)           | A     | Gerard Deulofeu        |
| 8  | Inghilterra (bandiera)      | C     | Tom Cleverley          |
| 9  | Inghilterra (bandiera)      | A     | Troy Deeney (capitano) |
| 10 | Inghilterra (bandiera)      | A     | Danny Welbeck          |
| 11 | Italia (bandiera)           | D     | Adam Masina            |
| 13 | Venezuela (bandiera)        | A     | Adalberto Peñaranda    |
| 14 | Inghilterra (bandiera)      | C     | Nathaniel Chalobah     |
| 15 | Irlanda del Nord (bandiera) | D     | Craig Cathcart         |
| 16 | Francia (bandiera)          | C     | Abdoulaye Doucouré     |
| 17 | Brasile (bandiera)          | A     | João Pedro             |
| 18 | Inghilterra (bandiera)      | A     | Andre Gray             |
| 19 | Inghilterra (bandiera)      | C     | Will Hughes            |

| N. |                        | Ruolo | Calciatore          |
| -- | ---------------------- | ----- | ------------------- |
| 20 | Portogallo (bandiera)  | C     | Domingos Quina      |
| 21 | Spagna (bandiera)      | D     | Kiko Femenía        |
| 22 | Nigeria (bandiera)     | A     | Isaac Success       |
| 23 | Senegal (bandiera)     | A     | Ismaïla Sarr        |
| 24 | Nigeria (bandiera)     | C     | Tom Dele-Bashiru    |
| 25 | Grecia (bandiera)      | D     | José Holebas        |
| 26 | Inghilterra (bandiera) | P     | Benjamin Foster     |
| 27 | Belgio (bandiera)      | D     | Christian Kabasele  |
| 29 | Francia (bandiera)     | C     | Étienne Capoue      |
| 30 | Svezia (bandiera)      | P     | Pontus Dahlberg     |
| 33 | Argentina (bandiera)   | A     | Ignacio Pussetto    |
| 35 | Austria (bandiera)     | P     | Daniel Bachmann     |
| 37 | Argentina (bandiera)   | C     | Roberto Pereyra     |
| 53 | Guyana (bandiera)      | D     | Bayli Spencer-Adams |
|    | Colombia (bandiera)    | D     | Jorge Segura        |
|    | Serbia (bandiera)      | A     | Filip Stuparević    |